# Nationale Volksarmee
Nationale Volksarmee (NVA) var Østtysklands væbnede styrker og eksisterede fra 1956 til 1990. NVA bestod af tre enheder: Landstreitkräfte der DDR (hæren), Luftstreitkräfte der NVA (luftvåbnet) og Volksmarine (marinen). I alt rådede forsvarsmagten over 155.319 styrker.
Nationale Volksarmee blev dannet i januar 1956 som svar på Vesttysklands etablering af Bundeswehr. Oprindeligt var deltagelse i NVA baseret på frivillighed, men i 1962 indførte DDR værnepligt. 
I 1968 deltog NVA som en del af Warszawapagtens styrker ved invasionen af Tjekkoslovakiet, hvor man stod for logistikken. Det var første gang tyske tropper gik ind i et land efter 2. verdenskrig. NVA's beredskab var forhøjet ved flere tilfælde; i 1961 da byggeriet af Berlinmuren blev påbegyndt, i 1962 under Cubakrisen, under Foråret i Prag 1968 samt i efteråret 1989. Der var desuden planer om at indsætte NVA sammen med sovjetiske styrker i forbindelse med urolighederne i Polen i 1981.
Ved Tysklands genforening i 1990 blev NVA's dele overført til Bundeswehr. De fleste militære anlæg blev nedlagt og udrustningen blev solgt eller foræret til andre lande, bl.a. Tyrkiet og Indonesien.